# Galina Stepanskaja
Galina Andrejevna Stepanskaja (Russisch: Галина Андреевна Степанская) (Leningrad, 27 januari 1949) is een voormalig Russisch schaatsster.

## Loopbaan
Bij haar deelname in 1976 aan de Olympische Winterspelen in Innsbruck werd ze kampioen op de 1500 meter. In totaal nam Stepanskaja zevenmaal deel aan het WK allround en op het WK van 1973 behaalde ze haar eerste afstandsmedaille, goud op de 1500 meter. In 1977 werd ze tweede bij de WK allround in Keystone, op de 1500 en 3000 meter veroverde ze een gouden afstandsmedaille. Het jaar erop herhaalde Stepanskaja deze prestatie bij de WK allround in Helsinki, nu veroverde ze op de 1500 en 3000 meter een zilveren medaille.
Nationaal werd Stepanskaja kampioen bij de NK Allround van de Sovjet-Unie in 1976 en 1977 en tweede in 1978.

## Resultaten
| Jaar | Olympische Spelen | WK Allround |
| ---- | ----------------- | ----------- |
| 1973 |                   | 7e          |
| 1974 |                   | 10e         |
| 1975 |                   | 11e         |
| 1976 | 1500m             | 13e         |
| 1977 |                   | Zilver      |
| 1978 |                   | Zilver      |
| 1979 |                   |             |
| 1980 |                   | NC29        |

### Medaillespiegel
| Kampioenschap     | Goud | Zilver | Brons |
| ----------------- | ---- | ------ | ----- |
| Olympische Spelen | 1    | 0      | 0     |
| WK Allround       | 0    | 2      | 0     |

## Wereldrecords
| Nr. | Afstand      | Tijd/Punten | Datum         | Baan  |
| --- | ------------ | ----------- | ------------- | ----- |
| 1   | 3000 meter   | 4.40,59     | 16 maart 1976 | Medeo |
| 2   | 3000 meter   | 4.31,00     | 23 maart 1976 | Medeo |
| 3   | minivierkamp | 173.810     | 23 maart 1976 | Medeo |

### Adelskalender
Van 3 april 1976 tot 19 november 1976 was Galina Stepanskaja aanvoerster van de Adelskalender. Daarmee heeft zij 230 dagen aan de top van de lijst gestaan.
Hieronder staan de persoonlijke records (PR's) waarmee Galina Stepanskaja aan de top van de Adelskalender kwam en de PR's die zij had staan toen zij van de eerste plek verdreven werd. Tevens zijn de gegevens weergegeven van de schaatssters die voor en na haar aan de top van de lijst stonden.
| Datum      | 500 m | 1000 m  | 1500 m  | 3.000 m | Punten  | Voorganger / Opvolger |
| ---------- | ----- | ------- | ------- | ------- | ------- | --------------------- |
| 08-02-1976 | 41,06 | 1.23,46 | 2.09,8  | 4.45,19 | 173,589 | Tatjana Averina       |
| 03-04-1976 | 42,88 | 1.24,06 | 2.10,12 | 4.31,00 | 173,449 |                       |
| 10-04-1976 | 42,83 | 1.24,06 | 2.10,12 | 4.31,00 | 173,399 |                       |
| 19-11-1976 | 41,06 | 1.23,46 | 2.09,8  | 4.40,4  | 172,789 | Tatjana Averina       |

Verné Lesche · 
Valentina Koeznetsova · 
Serafima Paromova · 
Laila Schou Nilsen · 
Olga Akifjeva · 
Rimma Zjoekova · 
Tamara Rylova · 
Inga Artamonova · 
Stien Kaiser · 
Ans Schut · 
Nina Statkevitsj · 
Tatjana Averina · 
Galina Stepanskaja · 
Natalja Petroeseva · 
Andrea Mitscherlich · 
Karin Enke · 
Gabi Zange · 
Gunda Niemann · 
Claudia Pechstein · 
Anni Friesinger · 
Cindy Klassen
1960: Lidia Skoblikova ·
1964: Lidia Skoblikova ·
1968: Kaija Mustonen ·
1972: Dianne Holum ·
1976: Galina Stepanskaja ·
1980: Annie Borckink ·
1984: Karin Enke ·
1988: Yvonne van Gennip ·
1992: Jacqueline Börner ·
1994: Emese Hunyady ·
1998: Marianne Timmer ·
2002: Anni Friesinger ·
2006: Cindy Klassen ·
2010: Ireen Wüst ·
2014: Jorien ter Mors ·
2018: Ireen Wüst ·
2022: Ireen Wüst